# Aeroport de Cufar
L'aeroport de Cufar (codi OACI: GGCF) és un aeroport que serveix la vila de Cufar a la regió de Tombali, a Guinea Bissau.